# 36-й егерский полк
36-й егерский полк

## Места дислокации
В 1820 году — Немиров. Полк входил в состав 18-й пехотной дивизии.

## Формирование полка
Сформирован 19 октября 1810 г. из Подольского мушкетёрского полка. По упразднении егерских полков 28 января 1833 г. 1-й и 3-й батальоны были присоединены к Камчатскому, а 2-й — к Охотскому пехотным полкам. Старшинство 36-го егерского полка сохранено не было.

## Кампании полка
Полк принял участие в Отечественной войне 1812 г. и последующих походах в Пруссию и Францию. В этот период оба действующих батальона состояли в 7-й пехотной дивизии 6-го корпуса 1-й Западной армии; гренадерская рота 2-го батальона состояла во 2-й сводно-гренадерской дивизии 8-го корпуса 2-й Западной армии; запасной батальон находился в Рижском гарнизоне. 
Знаков отличия 36-й егерский полк не имел.

## Шефы полка
- 19.10.1810 — 01.09.1814 — генерал-майор Левицкий, Михаил Иванович

## Командиры полка
- 19.10.1810 — 30.08.1816 — подполковник (с 30.08.1811 полковник) Алексеев, Павел Яковлевич
- 30.08.1816 — 13.09.1816 — полковник Кромин, Павел Евграфович
- 13.09.1816 — 02.03.1823 — подполковник Каширинов, Никанор Фёдорович
- 02.03.1823 — 06.12.1829 — подполковник (с 26.11.1823 полковник) Быков, Владимир Васильевич 1-й